# 勞動基準法 (中華民國)
《勞動基準法》，簡稱勞基法，是中華民國法律體系中最基礎的勞動法律，立法目的為「規定勞動條件最低標準，保障勞工權益，加強勞雇關係，促進社會與經濟發展」（根據該法第1章第1條）。民國73年（1984年）7月30日公布實施，現行修正版本2024年7月31日修正公布。

## 背景
台灣在1970至80年代藉由對外出口擴張，對美國享有鉅額貿易順差。但美國對外貿易赤字急速惡化，失業率高漲且薪資成長停滯，眾多工會認為，開發中國家廠商對勞工提供較差之勞動條件，產品生產成本低於美國廠商，自然能在價格競爭中取勝，此乃犧牲勞工權益之「不公平競爭」，乃以貿易法301條款、加勒比海盆地經濟復興法等貿易法案中之勞動權益條款，迫使貿易對手國實施較佳之勞工權益保障法規。台灣在美國工會對美國國會施壓，要求以301條款迫使台灣提升勞動條件的背景下，制訂施行勞動基準法。

## 歷史
1958年內政部成立「勞工法規整理委員會」研擬「勞工法草案」時，即將其中第二編定名為「勞動基準」。嗣後，經20餘年的研議，始於1984年7月30日經立法院三讀通過後制定公布，並自次月1日起生效。

## 內容
《勞動基準法》全文分十二章共计八十六条。
民国七十四年（1985年）2月27日，中华民国内政部「(75)台内劳字第298124号令」訂定发布《劳动基准法施行细则》，分十一章共五十一条。
1996年首次修法重點：（1）擴大本法適用範圍；（2）增訂變形工時原則；（3）增訂「另行約定之工作者」的排除條款；（4）增訂資遣費及退休金不溯及既往之條款。
勞動基準法第59條以下規定雇主之補償責任，此係課予雇主無過失補償責任，像是一種社會責任。雇主如果有錯，會另負損害賠償責任，不過兩者會扣抵，不會重複賠償或補償。但是如果第三人對於勞工之職災應負責任時（例如上下班途中之交通事故），第三人對勞工亦負損害賠償責任。目前實務上勞工可以兼得雇主之補償與第三人之損害賠償，而獲得損害之「雙份填補」。不過這是日本法、德國法均無之台灣法特色，被指出是課予雇主過重之補償責任而有違反憲法之虞。

## 相關爭議

### 罰則不足
由於勞基法的相關罰金，自1984年後歷經27年多均未修改，罰金遠不及企業違反勞基法可能省下的成本。2011年發生宏達電員工疑似過勞死事件，但依勞基法超時工作只能開罰3萬，引起輿論嘩然，因此勞委會提出修法，將原罰則提高約3～5倍，另加入針對違法企業，將公布企業及負責人名稱的條款，並於2011年6月13日完成修法。但若對於違法情況較嚴重之大型企業，因為執法能力不足，仍然缺乏能真正有效嚇阻的法規。

### 勞基法28條（工資優先受償權及工資執償基金）
1990年代發生多起惡性倒閉事件，引發多起關廠抗爭，也開始出現對於工資債權優先順位的討論，近年由於2011年太子汽車工會罷工事件、榮電抗爭事件、華隆自救會抗爭事件等事件相繼發生，修法之議再起，亦有許多立委提過各種修法版本，但由於債權優先度涉及金融單位導致金管會反對等理由。目前修法結果，勞工債權雖然沒有優先於銀行抵押權，但已提升到與第一順位抵押權相同，可以與銀行抵押權按比例分配。

### 2017年勞動基準法修正爭議
因勞動基準法部分條文修正案在民主進步黨（執政黨）的多數優勢下，不顧各方洶湧的反對聲，於民國107年1月10日全部通過，有關反對修改勞基法的抗爭運動在各地已經持續一個多月，民眾早前亦有佔領街頭等其他行動，包括立法院外的集會、記錄有人以臥軌（即是以躺在路軌上阻礙鐵路交通的方式），為求煞停政府的「過勞列車」。

## 外部連結
- 中華民國《勞動基準法》（繁體中文）（英文） （页面存档备份，存于）- 全國法規資料庫 - 中華民國法務部